# اندیس حجت‌آباد
حجت آباد یک اندیس مصالح ساختمانی است که در حوالی شهر چوپانان استان اصفهان قرار دارد و مادهٔ معدنی موجود در آن، مرمریت است.